# Sachse
Sachse è una località degli Stati Uniti d'America, situata nelle contee di Dallas e Collin, nello Stato del Texas.